# ألفرد تشارلز هوبز
ألفرد تشارلز هوبز (بالإنجليزية: Alfred Charles Hobbs)‏ هو تكنولوجي أمريكي، ولد في 7 أكتوبر 1812 في بوسطن في الولايات المتحدة، وتوفي في 6 نوفمبر 1891 في بريدجبورت في الولايات المتحدة.

## وصلات خارجية
- ألفرد تشارلز هوبز على موقع الموسوعة البريطانية (الإنجليزية)